# 德羅扎諾沃區

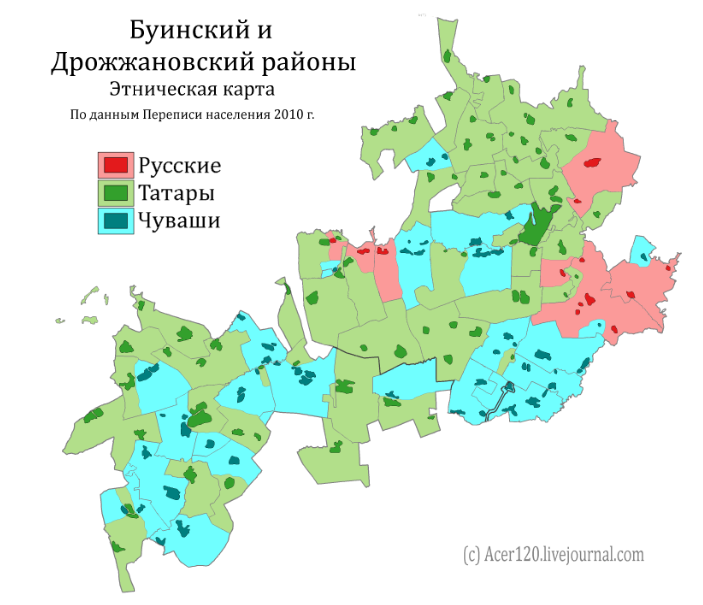
布因斯基区和德罗扎诺沃区的民族分布地图

54°46′N 47°38′E / 54.767°N 47.633°E
德羅扎諾沃區（俄语：Дрожжановский район），是俄羅斯的一個區，位於該國西部，由韃靼斯坦共和國負責管轄，面積1,029.5平方公里，2010年人口25,753，人口密度每平方公里25.02人。